# Анжелло, Стив
Стив Анжелло (швед. Steve Angello, полное имя — Стивен Ангелло Юсефссон Фрагогианнис (Steven Angello Josefsson Fragogiannis); род. в 1982 в Афинах, Греция) — шведский диджей, продюсер, музыкант, ремиксер, владелец собственного лейбла Size Records и X. Входит в состав коллектива Swedish House Mafia. В 2010 году журнал DJ Magazine объявил итоги Top 100 DJ Poll: Steve Angello занял 14 место, в 2013 — 38 место, в 2015 году — 31, в 2016 — 30, в 2017 — 82, в 2018 — 58.

## Биография

### Ранние годы
Steve Angello родился в 1982 году в столице Греции — Афинах; отец — грек, мать — шведка. Когда он был подростком, его отец был убит в криминальных разборках. Твёрдо решив не идти по стопам отца, парень всерьёз увлекается музыкой. Постепенно, пройдя через увлечения различными жанрами музыки, такими как хип-хоп, breakbeat и музыка 70-х, он вместе со своим другом детства Sebastian Ingrosso начинает интересоваться house-звучанием.

### Первый успех
Для Стива Анжелло всё началось в 2004-м году с релиза Woz not Woz, совместной работы с его соотечественником Eric Prydz. Он был издан на известном лейбле CR2 Recordings и быстро вывел Angello в ряды самых востребованных продюсеров, диджеев и ремиксеров 2005 года. Тогда же Стив спродюсировал два клубных хита, среди которых работа с Sebastian’ом Ingrosso «Sweet Dreams»; записал ремиксы на Moby, Goldfrapp, Royksopp и Deep Dish; выпустил компакт Subliminal Sessions; был номинирован на «Лучшего продюсера» на House Awards и стал «Новичком года» на DJ Awards на Ибице.
Позднее Angello выпускает музыку под многими никами, среди которых стали широкоизвестными Who’s Who (работы «Not So Dirty» и «Sexy F**k»), Buy Now («For Sale» и «Body Crash»), Fireflies, General Moders, Mode Hookers, Outfunk и The Sinners (все вышеперечисленные — совместные проекты с Ingrosso), A&P Project (вместе с Eric Prydz), Supermode (вместе с Axwell с суперхитом «Tell Me Why»).

### Лейбл
Steve Angello, кроме всего прочего, является основателем и владельцем лейбла Size Records, штаб-квартира которого расположена в Стокгольме. Под влиянием Daft Punk и Carl Craig лейбл был основан в 2002 году, с тех пор на нём вышло множество релизов, в том числе хиты Who’s Who? и Not So Dirty от самого Steve Angello и Some kinda Freak от Full Blown. Лейбл получил серьёзную поддержку от суперзвёзд, среди которых Pete Tong, X-Press 2, Roger Sanchez, Funk D'Void, Carl Cox, Alex Neri, Norman Cook, Armand Van Helden и Erick Morillo. На данный момент, кроме выпуска собственных работ Angello, лейбл сотрудничает с Funkagenda, Kim Fai, Veerus, Maxie Devine и другими артистами.
Steve Angello запустил второй лейбл, который называется «X». Как сообщает сам Steve Angello: «В данный лейбл будут входить треки с оригинальным звучанием!»

#### Swedish House Mafia
Проект был образован в конце 2008 года. В группу вошли три хаус DJ-я и продюсера: Sebastian Ingrosso, Axwell и Steve Angello. Шведская хаус-мафия выпустила свой первый сингл «One» под именем Swedish House Mafia 26 мая 2010 года, где он добился международного успеха. 24 июня 2012 года на своем официальном сайте разместили объявление о приостановке деятельности проекта. Sebastian Ingrosso заявил, что продолжит свою карьеру сольно. 25 марта 2018 года на юбилейной двадцатой серии крупнейшего фестиваля электронной музыки UMF Swedish House Mafia в неизменившемся составе отыграла свой сет на закрытии главной сцены. Факт закрытия ими фестиваля не разглашался до самого выступления, после чего возвращение Шведского трио наделало много шума по всему миру. В конце 2018 года группа анонсировала свой новый концертный тур. Сейчас Steve Angello в составе Swedish House Mafia играет на крупных фестивалях Европы, таких как Creamfields и Ultra Europe, в рамках ранее оглашенного тура. 29 июля 2019 года выступил Sebastian Ingrosso и Steve Angello выступили на Amaze Festival в рамках проекта Buy Now.

### Wild Youth (2014—2016)
20 ноября 2015 года Стив выпускает первую часть своего дебютного альбома Wild Youth, в который вошло 6 треков. Альбом состоит из 12 треков. Ранее, были выпущены синглы: Children of the Wild (feat. Mako), Wasted Love (feat. Dougy Mandagi), Remember (feat. The Presets). Вторая часть альбома вышла 22 января 2016 года.

### Личная жизнь
В 2004 году Стив познакомился со своей будущей женой — моделью и журналисткой Изабель Адриан. В 2008 году они переехали из Стокгольма в Лос-Анджелес, где в апреле 2013 года — поженились. У Стива и Изабель две дочери: Мандей-Лили (англ. Monday-Lily, с англ. — «Понедельник Лили»; род. 2010 год) и Винтер Роуз (англ. Winter-Rose, (с англ. — «Зимняя Роза»; род. 6 апреля 2012 года)).

## Дискография

### Миксы и альбомы
2005
- Ibiza 4AM (feat. Sebastian Ingrosso)

2006
- Sesseions$

2007
- Stadium Electro

2009
- The Yearbook

2010
- Size Matters (Mixed With AN21)

2016
- Wild Youth

2018
- Human

### Синглы
2001
- Outfunk (Steve Angello & Sebastian Ingrosso) — I Am The One
- Outfunk (Steve Angello & Sebastian Ingrosso) — All I Can Take
- Outfunk (Steve Angello & Sebastian Ingrosso) — Bumper

2002
- Outfunk (Steve Angello & Sebastian Ingrosso) — Echo Vibes

2003
- Steve Angello — Voices
- The Sinners (Steve Angello & Sebastian Ingrosso) — Under Pressure
- The Sinners (Steve Angello & Sebastian Ingrosso) — Sad Girls
- The Sinners (Steve Angello & Sebastian Ingrosso) — Keep On Pressing
- The Sinners (Steve Angello & Sebastian Ingrosso) — One Feeling
- Steve Angello — Fresh Coffee
- Steve Angello — Oche
- Steve Angello — Close 2 Pleasure
- Steve Angello — Player
- Steve Angello — Push 'Em Up
- A&P Project (Steve Angello & Eric Prydz) — Sunrize
- Steve Angello — Dirty Pleasure
- Steve Angello — Rhythm Style
- Steve Angello — Young as Funk
- Outfunk (Steve Angello & Sebastian Ingrosso) — Lost in Music

2004
- Eric Prydz & Steve Angello — Woz Not Woz
- Steve Angello — The Look (I Feel Sexy)
- Steve Angello & Dave Armstrong — Groove In You
- General Moders (Steve Angello & Sebastian Ingrosso) — Touch The Sky
- Mode Hookers (Steve Angello & Sebastian Ingrosso) — Swing Me Daddy
- Steve Angello — Humanity 2 Men
- Steve Angello — Summer Noize
- Steve Angello — The Rain
- Steve Angello — Tribal Inc.
- Steve Angello — Sansation
- Steve Angello — Funked
- Steve Angello — Wear It Out
- Steve Angello — Yourself
- Steve Angello & Sebastian Ingrosso — Yo Yo Kidz
- Steve Angello — Only Man

2005
- Buy Now — For Sale (feat. Sebastian Ingrosso)
- Steve Angello & Sebastian Ingrosso — 82-83
- Fuzzy Hair vs. Steve Angello — In Beat
- Who’s Who ? — Lipstick
- Steve Angello & Sebastian Ingrosso — Yeah
- Who’s Who ? — Copycat
- Who’s Who ? — Not So Dirty
- Steve Angello — Euro
- Steve Angello — Acid

2006
- Steve Angello — Teasing Mr. Charlie / Straight
- Supermode — Tell Me Why (feat. Axwell)
- Who’s Who? — Sexy F**k
- Steve Angello & Laidback Luke — Otherwize Then

2007
- Steve Angello & Sebastian Ingrosso — Umbrella
- Steve Angello — Sansation
- Axwell, Angello, Ingrosso & Laidback Luke — Get Dumb
- Steve Angello & Laidback Luke — Be

2008
- Mescal Kid — Magic
- Steve Angello & Sebastian Ingrosso — Partouze
- Buy Now! — Body Crash (feat. Sebastian Ingrosso)
- Steve Angello — Gypsy
- Who’s Who? — Klack
- Steve Angello & Sebastian Ingrosso — 555

2009
- Steve Angello & AN21 — Valodja
- Steve Angello — Tivoli
- Steve Angello — Monday
- Axwell, Sebastian Ingrosso, Steve Angello, Laidback Luke Feat. Deborah Cox — Leave the World Behind
- Steve Angello — Isabel
- Steve Angello & AN21 — Flonko
- Steve Angello — Alpha Baguera
- Steve Angello & Laidback Luke featuring Robin S. — «Show Me Love» UK #11
- Steve Angello — La Candela Viva
- Steve Angello — Rolling
- Mescal Kid — Do You Want It?
- Steve Angello & Tim Mason — Alarma

2010
- Steve Angello — Rave 'N' Roll
- Steve Angello — KNAS
- Steve Angello & Alex Metric — Open Your Eyes

2012
- Steve Angello — Yeah
- Steve Angello & Third Party — Lights

2013
- Steve Angello, Wayne & Woods — I/O
- Steve Angello, Matisse & Sadko — SLVR

2014
- Dimitri Vangelis & Wyman X Steve Angello — Payback
- S-A Vs. AN21 & Sebjak — GODS
- Steve Angello — Wasted Love (feat. Dougy)

2015
- Steve Angello — Children of the Wild (feat. Mako)
- Steve Angello — Remember (feat. The Presets)
- Steve Angello — Prisoner (feat. Gary Go)

2016
- Steve Angello — Someone else (feat. Dan Reynolds)

### Ремиксы
2003
- Gadjo — So Many Times
- Arcade Mode — Your Love (Steve Angello & Sebastian Ingrosso Remix)
- StoneBridge — Put 'Em High (Steve Angello & Sebastian Ingrosso Remix)
- Aerosol Feat. Anne Murillo — Let The Music Play

2004
- Benjamin Bates — Whole (Steve Angello Mixes)
- Eric Prydz — Call On Me (Steve Angello & Sebastian Ingrosso Remix)
- Phase 2 — Voodoo Love
- Eurythmics — Sweet Dreams (Steve Angello Remix)
- Room 5 — U Got Me
- Mohito — Slip Away
- Touché — She’s At The Club / The Body Clap
- DJ Rooster & Sammy Peralta — Shake It
- DJ Luccio — No Fear
- DJ Flex And Sandy W — Love For You (Steve Angello & Sebastian Ingrosso Remix)
- Magnolia — It’s All Vain (Steve Angello Remix)
- Deepgroove — Electrik / Diva (In My House)

2005
- In-N-Out — EQ-Lizer (Steve Angello & Sebastian Ingrosso Remix)
- Alex Neri — Housetrack
- MBG & SDS — New Jack
- Steve Lawler — That Sound (Angello & Ingrosso Remix)
- Robbie Rivera & StoneBridge — One Eye Shut (Steve Angello & Sebastian Ingrosso Remix)
- Naughty Queen — Famous & Rich (Steve Angello & Sebastian Ingrosso Remix)
- Moby — Raining Again
- Sahara — Everytime I Feel It (Steve Angello Remix)
- Roman Flügel — Geht’s Noch?
- Deep Dish — Say Hello (Steve Angello & Sebastian Ingrosso Remix)
- Röyksopp — 49 Percent (Steve Angello & Sebastian Ingrosso Remix)
- DJ Rooster & Sammy Peralta — Shake It (Steve Angello Mix)
- Full Blown — Some Kinda Freak (Who’s Who Re-edit)
- Armand Van Helden Feat. Tekitha Presents Sahara — Everytime I Feel It

2006
- Laidback Luke Feat. Stephen Granville — Hypnotize (Steve Angello Remix)
- Ultra DJ’s — Me & U (Steve Angello & Sebastian Ingrosso Edit)
- Justin Timberlake — My Love (Steve Angello & Sebastian Ingrosso Remix)
- Innersphere Aka Shinedoe — Phunk (Steve Angello Re-Edit)

2007
- Robbie Rivera — One Eye Shut (Steve Angello & Sebastian Ingrosso Remix)
- Hard-Fi — Suburban Knights (Steve Angello & Sebastian Ingrosso Remix)
- Fergie — London Bridge
- Robyn With Kleerup — With Every Heartbeat (Steve Angello Dub)

2008
- Flash Brothers — Palmito (Steve Angello Remix)
- Tocadisco — Da Fuckin' Noize (Steve Angello Remix)

2009
- Christian Smith & John Selway — Move!
- Kim Fai — P.O.V

2010
- Congorock — Babylon (Steve Angello Edit)
- Pendulum — The Island (Steve Angello, AN21 & Max Vangeli Remix)
- Magnetic Man — Perfect Stranger (Steve Angello Remix)
- Cheryl Cole feat. Will.i.am — 3 Words (Steve Angello Remix)
- Junior Sanchez, Alexander Technique — Where You Are (feat. Shawnee Taylor) (Steve Angello Edit)

2011
- Tim Mason — The Moment (Steve Angello Edit)

2013
- Depeche Mode — Soothe My Soul (Steve Angello vs. Jacques Lu Cont Remix)
- Chase & Status feat. Moko — Count On Me (Steve Angello Remix)

### Swedish House Mafia
все в сотрудничестве с Axwell и Sebastian Ingrosso
Синглы
2010
- «One»
- «One» (Your Name) feat. Pharrell Williams
- «Miami 2 Ibiza»
- «Miami 2 Ibiza» feat. Tinie Tempah

2011
- «Save The World» (feat. John Martin)
- «Antidote» (feat. Knife Party)

2012
- «Greyhound»
- «Don’t You Worry Child» (feat. John Martin)

Ремиксы
2011
- «Coldplay — Every Teardrop Is A Waterfall» (Swedish House Mafia Remix)